# 恐怖の報酬
『恐怖の報酬』 (きょうふのほうしゅう、Le Salaire de la peur）は、1953年のフランスのサスペンス映画。監督はアンリ＝ジョルジュ・クルーゾー、出演はイヴ・モンタンとシャルル・ヴァネルなど。中米を舞台に、危険なニトログリセリンを運ぶ仕事を請け負った4人の男たちを描いている。原作はジョルジュ・アルノーの小説『Le Salaire de la peur』。
1953年4月に開催された第6回カンヌ国際映画祭にてグランプリと男優賞を、同年6月に開催された第3回ベルリン国際映画祭で金熊賞を受賞した。
スティーヴン・ジェイ・シュナイダーの『死ぬまでに観たい映画1001本』に掲載されており、Rotten Tomatoesの支持率100%の映画のうちの１つでもある。

## ストーリー

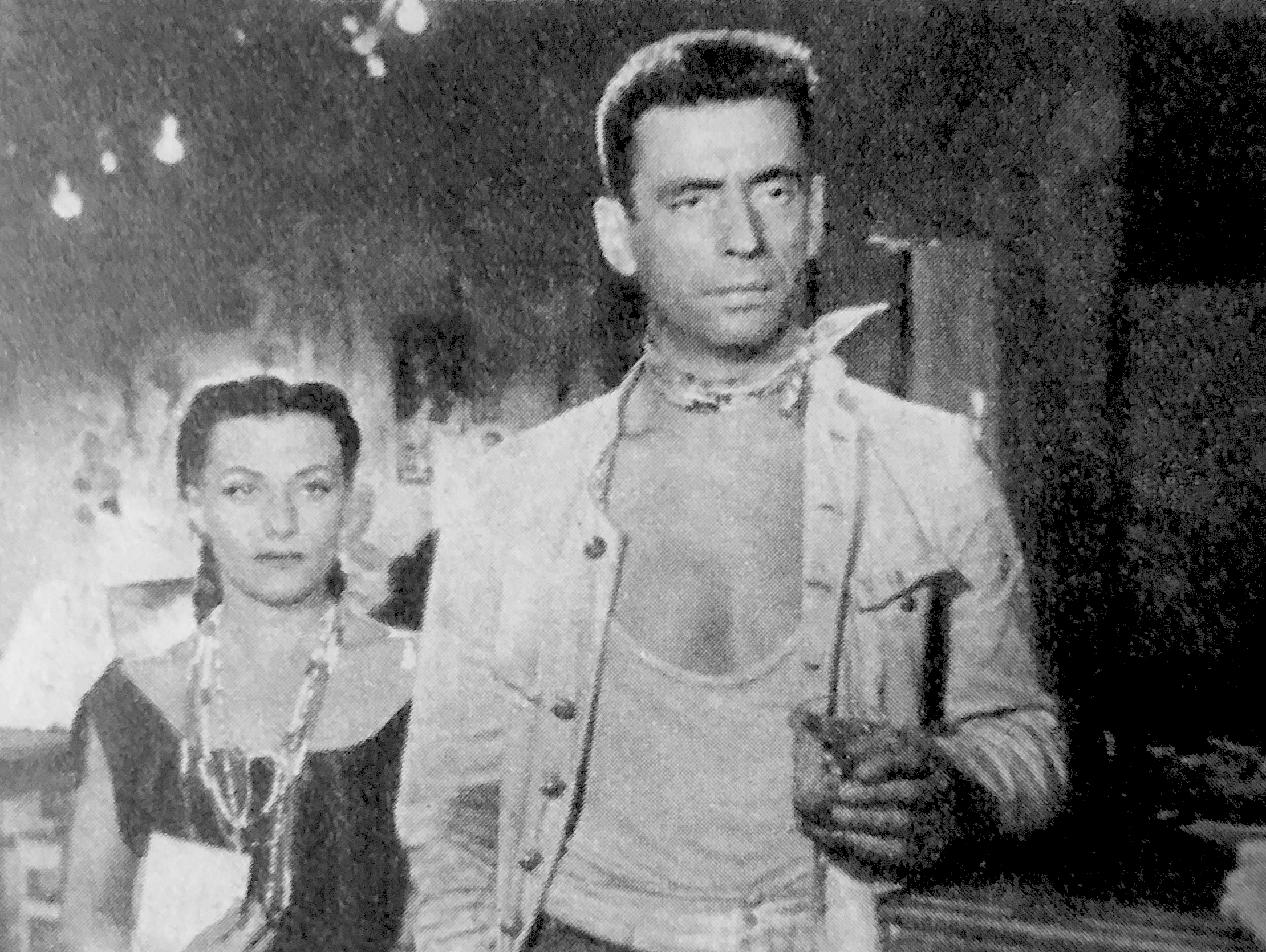
ヴェラ・クルーゾー、イヴ・モンタン

ベネズエラの場末の街ラス・ピエドラス。そこは職が無く、食い詰めた移民達が日々何もすることもなく暮らしている。マリオ（イヴ・モンタン）もその一人であった。そこに、ホンジュラスからジョー（シャルル・ヴァネル）がやってきた。マリオとジョーは同じフランス人、意気投合しながら遊んでいた。
そんなある日、500 km先の油田で火災が起きた。石油会社は爆風を利用して火を消し止めるため、現場までニトログリセリンをトラックで運ぶことに決めた。安全装置のないトラックでニトロを運ぶのは命がけである。そこで街の食い詰め者に2,000ドルの報酬で運ばせることにした。
選ばれたのは、マリオ、ジョー、ルイージ（フォルコ・ルリ）、ビンバ（ペーター・ファン・アイク）の4人で、彼らは2台のトラックに分かれ、500 km先の目的地に向かう。
道中は、洗濯板のような悪路（Washboarding）、転回困難な狭路、落石など、いろいろな障害が待ち受ける。マリオと組んだジョーは怖じ気づいてしまい、運転はマリオ任せにして、何かあるとすぐに逃げ出す。「何もしないで2,000ドルか」となじるマリオに対して、ジョーは「この2,000ドルは運転の報酬だけではない、恐怖に対する報酬でもあるのだ」と答える。
さまざまな障害を何とか乗り越え、4人は目的地まで比較的安全な道だけを残すに至る。しかし、安心したのも束の間、前方を走っていたルイージとビンバのトラックがふとした油断で爆発し、遺体を含めて跡形もなくなる。その爆発の影響で原油管が破損し、道の窪みに大量の原油がたまる。マリオとジョーのトラックはそこを一気に走り抜けようとするが、その際に障害物をどかすためにトラックの前にいたジョーが轢かれ、片足に大怪我を負い、結局、目的地に到着する直前で死ぬ。
何とか任務を完了したマリオはジョーの分を含めて4,000ドルの小切手を受け取り、嬉々として帰路につく。しかし、浮かれ過ぎたマリオは運転を誤り、トラックは崖下に転落してマリオは死ぬ。

## 公開
1953年4月15日、第6回カンヌ国際映画祭で上映された。同年4月22日、フランスで公開された。同年4月29日、カンヌ国際映画祭は閉幕し、グランプリと男優賞（シャルル・ヴァネル）を受賞した。
同年10月18日から28日にかけて第1回「フランス映画祭」がユニフランス・フィルムの主催により、東京都の第一生命ホールと新丸ビル・ホール、大阪市の大阪ガスホールと朝日会館、京都市の公楽会館で開催された。『夜ごとの美女』『浮気なカロリーヌ』『嘆きのテレーズ』『裁きは終りぬ』『恐怖の報酬』『失われた想い出』『陽気なドン・カミロ』『肉体の悪魔』『輪舞』の計9本の長編と、短編2本が上映された。本作品は10月22日に上映された。アンドレ・カイヤット、ジェラール・フィリップ、シモーヌ・シモンが映画祭に参加するため来日した。そして1954年7月25日、日本で一般公開された。
前半部にアメリカに対して批判的な描写がある為大幅にカットされ、各国で公開されたときはそれが標準版とされた。
1991年にカットされた部分を一部復元した148分版がリリースされた。2017年にオリジナルネガに基づき4K対応を行ないBlu-ray、DVDでリリースされた。

## キャスト
| 役名               | 俳優                     | 日本語吹き替え | 日本語吹き替え | 日本語吹き替え |
| 役名               | 俳優                     | NETテレビ版    | 日本テレビ版   | テレビ東京版   |
| ------------------ | ------------------------ | -------------- | -------------- | -------------- |
| マリオ             | イヴ・モンタン           | 臼井正明       | 広川太一郎     | 田中正彦       |
| M･ジョー           | シャルル・ヴァネル       | 河村弘二       | 佐野浅夫       | 佐々木梅治     |
| ルイージ           | フォルコ・ルリ           | 神山卓三       | 多々良純       | 天田益男       |
| ビンバ             | ペーター・ファン・アイク | 市村昌治       |                | 中多和宏       |
| リンダ             | ヴェラ・クルーゾー       | 森ひろ子       |                | 山像かおり     |
| エルナンデス       | ダリオ・モレノ           |                |                | 宝亀克寿       |
| ビル・オブライエン | ウィリアム・タッブス     |                |                | 秋元羊介       |

- NETテレビ版：初回放送日1967年8月6日『日曜洋画劇場』

・その他日本語吹き替え：加藤精三、田の中勇
- 日本テレビ版：初回放送日1972年7月26日、8月2日『水曜ロードショー』
- テレビ東京版：初回放送日2000年3月5日『20世紀名作シネマ』13:00-15:55

・その他日本語吹き替え：猪野学、小島敏彦、後藤哲夫、田口昂、大黒和広、磯西真喜、横尾博之、清水敏孝、水野光太、原田奈美
・演出：松川陸、翻訳：細川直子、調整：飯塚秀保、効果：リレーション、担当：吉田啓介／田中秀歩（グロービジョン）、制作：テレビ東京／グロービジョン

## 作品の評価
Rotten Tomatoesによれば、批評家の一致した見解は「実存的サスペンスの古典である『恐怖の報酬』は、ノンストップ・サスペンスと辛辣な皮肉が融合しており、その影響は今日のスリラーにもいまだに感じられる。」であり、45件の評論の全てが高評価で、平均点は10点満点中8.92点となっている。
Metacriticによれば、15件の評論のうち、高評価は13件、賛否混在は2件、低評価はなく、平均点は100点満点中85点となっている。

## リメイク
- 恐怖の報酬 (1977年の映画)
  - ウィリアム・フリードキン監督、ロイ・シャイダー主演でリメイクされた。
- アイス・ロード
  - 2021年のアメリカ合衆国のアクション映画。ジョナサン・ヘンズリー監督、リーアム・ニーソン主演。正確にはリメイクではないが、氷上版『恐怖の報酬』と指摘されている[8]。
- 恐怖の報酬 (2024年の映画)
  - Netflixで配信予定[9]。

## その他
- 『深夜も踊る大捜査線 THE FINAL』にセリフの一部として登場する。
- マリオとルイージという名前は、任天堂のコンピュータゲーム『マリオブラザーズ』や、以降の「スーパーマリオ」シリーズで兄弟と設定されているキャラクター「マリオ」と「ルイージ」を連想させる[10]が、宮本茂と一緒に仕事をする機会があった竹熊健太郎が、この映画から採ったのか、と訊ねたところ、宮本はその事実（映画にマリオとルイージという登場人物がいること）を知らず、偶然だったとのことである[11]。